# 1세대 비디오 게임기
비디오 게임의 역사에서  1세대 비디오 게임기(first generation of video game consoles)는 1972년부터 1983년까지 존재한 비디오 게임, 비디오 게임기 및 휴대용 게임기들을 가리킨다. 이 시대에 등장한 대표적인 제품들로 오디세이 시리즈(마그나복스 오디세이 2 제외), 아타리 홈 퐁, 콜레코 텔스타와 컬러 TV 게임가 있다. 이 세대는 1977년부터 시장축소로 많은 제조사들이 이탈하면서 1980년 컴퓨터 TV 게임을 마지막으로 종료했으며, 이후 2세대 비디오 게임기 시대로 이어졌다.
이 세대에 개발된 게임들은 콘솔에 종속된 형태로 발매된 것이 특징으로, 이후 세대 게임들과는 달리 기기 내의 게임을 교체할 수 없었다. 당시 게임기는 화면에 점, 줄, 사각형 등만 표시할 수 있는 원시적인 그래픽 사양을 갖추었기 때문에 주로 게임경험을 향상하는 주변기기와 카트리지가 같이 판매됐다. 1세대 게임기들은 세대 끝자락에 이르기 전까지는 2색 이상의 그래픽을 발색할 수 없었으며, 소리의 경우 단순한 형태만을 제공하고 일부의 경우 아예 사운드를 재생할 수 없었다.
1972년에 이후 가정용 비디오 게임 시장의 미래에 지대한 영향을 끼친 두 사건이 있었다. 1972년 6월, 놀런 부슈널와 테드 대브니가 아타리를 창립했으며, 이는 이후 역사에 이름을 남긴 초거대 비디오 게임 기업으로 성장해 초기 세대 게임기들의 방향을 주도했다. 1972년 7월, 제조사 마그나복스가 마그나복스 오디세이를 출시했다. 오디세이는 미래의 게임기들과 비교했을 때 열악한 사양만을 갖췄으며 결과적으로 상업적 실패였으나, 이후 탈착형 카트리지나 2인용 컨트롤러같이 산업의 표준이 되는 기능들을 처음 도입한 역할을 했다. 아타리는 오디세이의 핑퐁 게임을 말미암아 훗날 아케이드 및 가정용 게임 《퐁》을 출시했다. 한편 일본의 오락기업 닌텐도는 당시 여러 가지 상품들을 시도했으며 1977년에 컬러 TV 게임를 출시해 기업역사 최초로 비디오 게임 산업에 진출했다.

## 개요

### 역사
1951년, 랠프 베어는 뉴욕 브롱크스의 로랠 코퍼레이션에서 텔레비전을 설계하는 중 쌍방향 텔레비전을 고안했다.

## 가정용 게임기

### 비교
| 이름            | 마그나복스 오디세이                               | 오디세이 시리즈 (콘솔 11종) | 텔레비테니스            |
| --------------- | ------------------------------------------------- | --------------------------- | ----------------------- |
| 제조사          | 마그나복스                                        | 마그나복스, 필립스          | 에폭 사                 |
| 사진            |                                                   |                             |                         |
| 출시 가격       | 미화 $100                                         | 미화 $100–230               | ¥19,500                 |
| 발매일          | - 북미: 1972년 8월 - 유럽: 1973–1974 - 일본: 1974 | - 북미: 1975–1977           | - 일본: 1975년 9월 12일 |
| 매체            | 인쇄 회로 기판                                    | 내부 칩                     | 내부 칩                 |
| 주변기기 (소매) | 라이트 건 (별도 판매)                             | 없음                        | 없음                    |
| 판매량          | 350,000:58                                        | 미상                        | 20,000                  |

| 이름            | 홈 퐁                               | 콜레코 텔스타 (모델 14종)                                 | 컬러 TV 게임 (콘솔 5종) |
| --------------- | ----------------------------------- | --------------------------------------------------------- | ----------------------- |
| 제조사          | 아타리, 시어스                      | 콜레코                                                    | 닌텐도                  |
| 사진            |                                     |                                                           |                         |
| 출시 가격       | US$98.95 JP¥24,800                  | US$50                                                     | JP¥9800–48,000          |
| 발매일          | - 북미: 1975년 말 - 일본: 1975년 말 | - 북미: 1976–1978                                         | - 일본: 1977–1980       |
| 매체            | 내부 칩                             | 내부 칩 (모델 대부분) 카트리지 (텔스타 아케이드, 1977):15 | 내부 칩                 |
| 주변기기 (소매) | 없음                                | 컨트롤러 형태                                             | 없음                    |
| 판매량          | 150,000:33–36                       | 1백만                                                     | 3백만                   |

## 같이 보기
- 가정용 컴퓨터

## 참조

### 주해
1. ↑  오디세이 100/200/300/400/500/2000/3000/4000 및 필립스 오디세이 200/2001/2100[2][3][4][5]:309–310[6]
2. ↑  콜레코 텔스타, 클래식, 디럭스, 레인저, 알파, 컬러매틱, 리젠트, 스포츠맨, 컬러트론, 마크스맨, 갤럭시, 제미니, 아케이드[15]:272[16]:15–16[3][4]
3. ↑  컬러 TV 게임 6, 15, 레이싱 112, 블록브레이커, 컴퓨터 TV 게임[17]

## 참고 문헌
- How Video Games Invaded the Home TV Set by Ralph Baer
- “A History of Home Video Game Consoles”. 2007년 12월 26일에 원본 문서에서 보존된 문서. by Michael Miller